# Джендек
Дженде́к (перс. جندق‎) — небольшой город в центральном Иране, в провинции Исфахан. Входит в состав шахрестана Хор и Биабанек (ранее входил в состав шахрестана Наин).

## География
Город находится в восточной части Исфахана, на границе пустыни Деште-Кевир и горного массива Буннеседе. Абсолютная высота — 970 метров над уровнем моря.
Джендек расположен на расстоянии приблизительно 285 километров к северо-востоку от Исфахана, административного центра провинции и на расстоянии 320 километров к юго-востоку от Тегерана, столицы страны.

## Население
По данным переписи 2006 года численность населения города составляла 3 958 человек.